# Julien Stevens

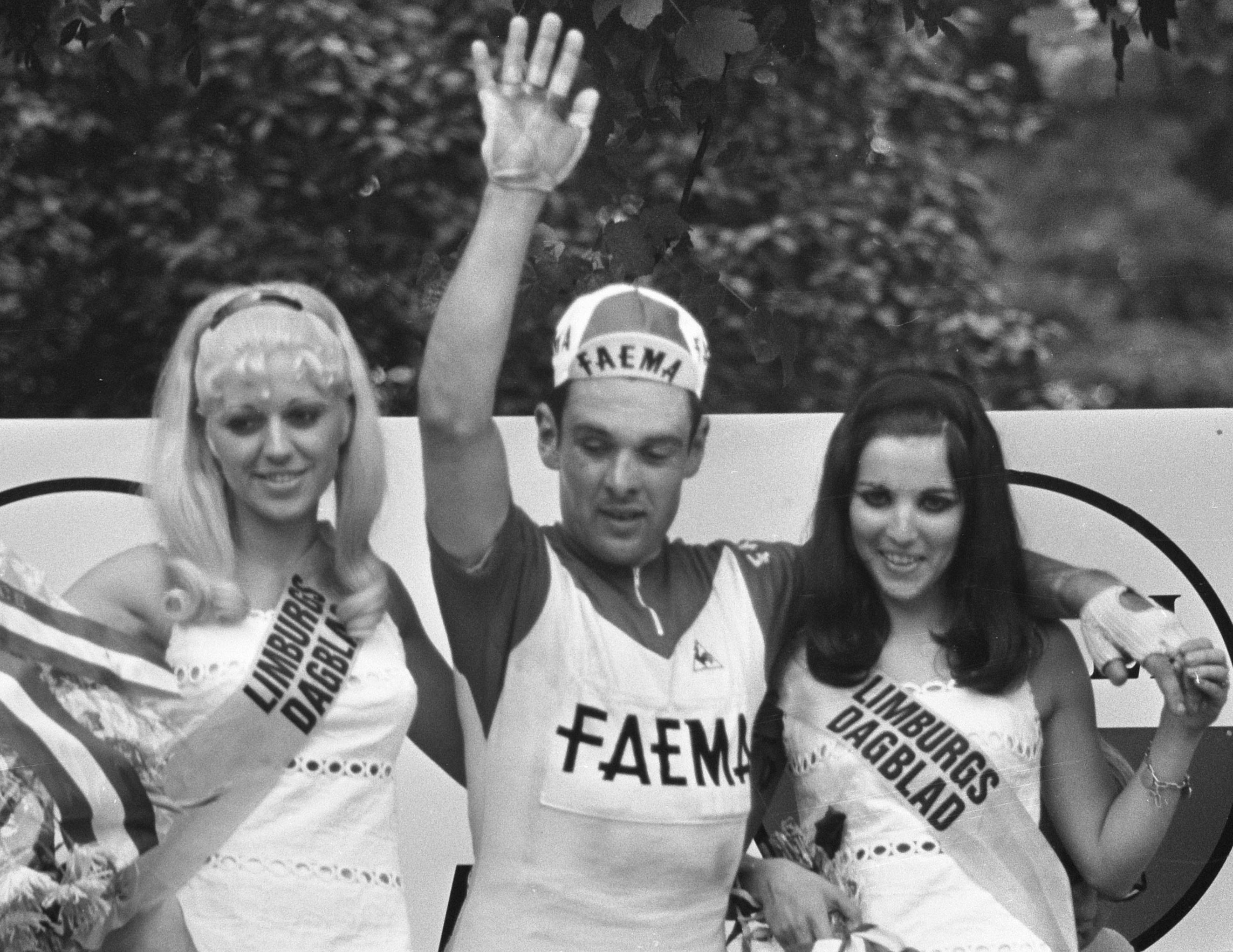
Julien Stevens (1969)

Julien Stevens (* 25. Februar 1943 in Mechelen) ist ein ehemaliger belgischer Radrennfahrer.
Julien Stevens war Profi-Rennfahrer von 1963 bis 1977. Er profilierte sich in dieser Zeit als erfolgreicher Allrounder, aber auch als Edel-Wasserträger für seine belgischen Kollegen Eddy Merckx, Rik Van Looy und Rik Van Steenbergen. Insgesamt errang er fünf belgische Meistertitel in verschiedenen Radsport-Disziplinen und rund 70 Siege.
1962 wurde Stevens erstmals Belgischer Meister – im Straßenrennen der Amateure –, im Jahr darauf holte er den nationalen Militärtitel. 1968 wurde er zweifacher Belgischer Meister, im Straßenrennen der Profis sowie in der Einerverfolgung auf der Bahn. Im selben Jahr gewann er den Grand Prix Pino Cerami. 1969 gewann er den Großen Preis der Dortmunder Union-Brauerei. 1973 errang er ebenfalls zwei belgische Meistertitel, im Zweier-Mannschaftsfahren sowie im Omnium, beide Male gemeinsam mit Patrick Sercu.
1969 verlor Stevens in Zolder bei den UCI-Straßen-Weltmeisterschaften nur um Haaresbreite gegen den Niederländer Harm Ottenbros und wurde Vize-Weltmeister. Viermal startete er bei der Tour de France und trug insgesamt vier Tage lang das Gelbe Trikot. 1973 siegte er im Grote Prijs Stad Sint-Niklaas.
Julien Stevens startete bei 72 Sechstagerennen, von denen er fünf gewann: 1971 in Mailand mit Eddy Merckx, 1972 in Gent (mit Patrick Sercu) und in Montreal (mit Norbert Seeuws), 1973 in Mailand mit Sercu und 1974 in Gent (mit Graeme Gilmore).
Nach dem Ende seiner aktiven Radsport-Laufbahn wurde Stevens Mechaniker und arbeitete unter anderem beim Team Telekom.